# Poczucie koherencji
Poczucie koherencji (spójności) (ang. The sense of coherence) – konstrukt teoretyczny, wprowadzony przez Aarona Antonovskyego, który oznacza globalną orientację człowieka, wyrażającą stopień, w jakim ma on trwałe, choć dynamiczne poczucie pewności, że:
1. bodźce napływające w ciągu życia ze środowiska wewnętrznego i zewnętrznego mają charakter ustrukturalizowany, przewidywalny i wytłumaczalny (zrozumiałość);
2. dostępne są zasoby, które pozwolą mu sprostać wymaganiom stawianym przez bodźce (zaradność);
3. wymagania te są dla niego wyzwaniem wartym wysiłku i zaangażowania (sensowność).

Pojęcie poczucia koherencji jest stosowane przede wszystkim w psychologii zdrowia, jako nazwa czynnika prewencyjnego dla zachowania zdrowia.
Poczucie koherencji składa się ze zdolności zrozumienia wydarzeń (ang. comprehensibility), poczucia zaradności (ang. manageability) i poczucia sensowności (ang. meaningfulness) podejmowania zaangażowania i kreowania własnego życia.
- poczucie zrozumiałości (comprehensibility) – występuje gdy człowiek spostrzega napływające informacje jako uporządkowane, spójne i dające się zrozumieć. Dzięki niemu, człowiek wytwarza poczucie, że wydarzenia można przewidzieć i zrozumieć. Poczucie zrozumiałości jest zmienną poznawczą

- poczucie zaradności, sterowalności (manageability) – określa stopień, w jakim człowiek postrzega dostępne mu zasoby jako wystarczające aby sprostać stawianym wymogom. Stanowi przekonanie o tym, że człowiekowi dostępne są zasoby zaradcze. Nie muszą one być własnością i właściwością człowieka, często są to zasoby zewnętrzne. Antonovsky mocno podkreśla rolę zasobów zewnętrznych, do których ludzie się odwołują, takich jak np. sieci wsparcia, autorytety, Bóg, sacrum. Dzięki poczuciu zaradności, człowiek nie czuje się bezradną ofiarą zdarzeń, lecz ma poczucie, że może sprostać wszelkim trudnościom i niespodziankom życia. Ten składnik poczucia koherencji jest składnikiem poznawczo-instrumentalnym

- poczucie sensowności (meaningfulness) – określa ono, na ile człowiek czuje, że jego życie ma sens, że warto wkładać wysiłek i zaangażowanie, aby sprostać wymaganiom życia. Człowiek którego cechuje wysokie poczucie sensowności, chętnie podejmuje wyzwania, oraz wysiłek rozwiązywania problemów i radzenia sobie z nimi. Ten składnik poczucia koherencji jest motywacyjno-emocjonalny.

Wymienione składniki poczucia koherencji, pozostają z sobą w określonych związkach. Zakłada się, że najważniejszym z nich jest poczucie sensowności, gdyż jego siła, wpływa na wzrost lub spadek pozostałych składników. Gdy poczucie sensowności jest silne, również pozostałe elementy mają tendencję do wzrostu. Natomiast, gdy poczucie sensowności jest słabe, wtedy wszystkie składniki mają tendencję spadkową.
Poczucie koherencji diagnozuje się na podstawie testu SoC (Sense of Coherence Scale), czyli kwestionariusza orientacji życiowej. Istnieje wersja dla dorosłych oraz dla młodzieży.